# Clam chowder

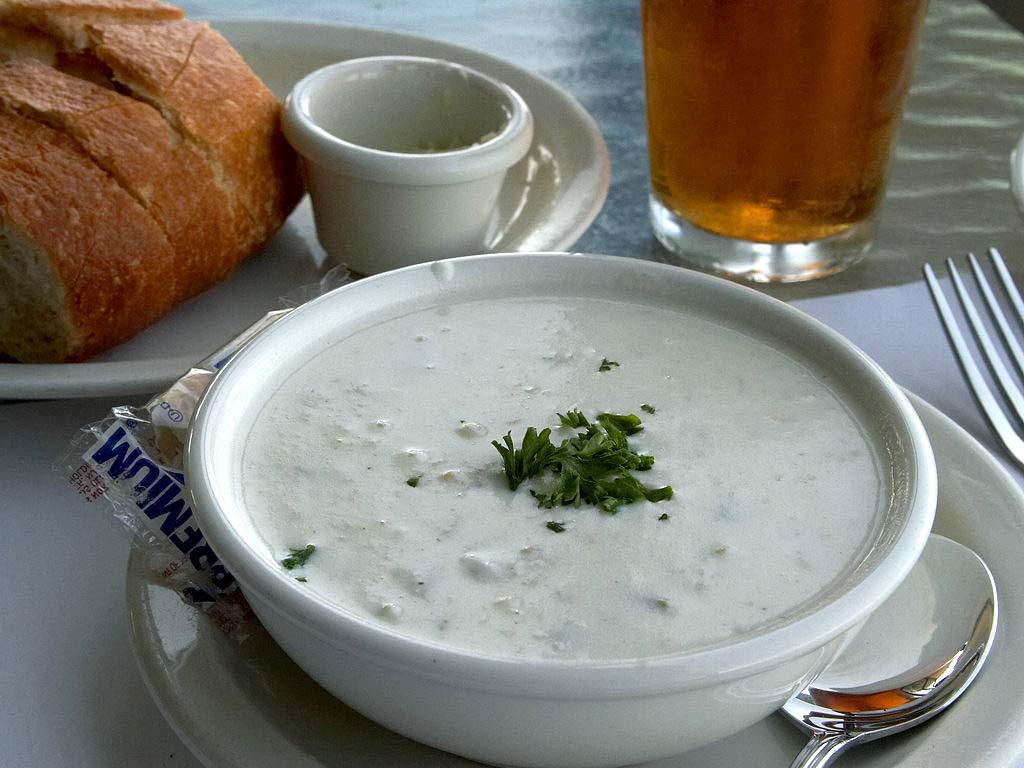
Clam chowder.

Il clam chowder è una zuppa statunitense (chowder) di vongole.
Oltre alle vongole e al brodo, gli ingredienti comuni includono patate a dadini, cipolle e sedano. In genere non vengono utilizzate altre verdure, ma occasionalmente si possono aggiungere principalmente piccole strisce di carota o del prezzemolo; oppure un contorno di foglie di alloro, che aggiunge sia colore che sapore. Si ritiene che le vongole siano state utilizzate nella zuppa di pesce a causa della relativa facilità di raccolta. il Clam Chowder viene generalmente servita con soda crackers o piccoli cracker chiamati "cracker di ostriche".
Il piatto è nato negli Stati Uniti orientali, ma ora è comunemente servito nei ristoranti di tutto il Paese, in particolare il venerdì in cui i cattolici americani si astenevano tradizionalmente dalla carne. Esistono molte varianti regionali, ma le tre più diffuse sono la New England o la zuppa di vongole "bianca", il Rhode Island o la zuppa di vongole "chiara" e Manhattan o la zuppa di vongole "rossa".

## Storia
La più antica e popolare varietà di zuppa di vongole, New England Clam Chowder, fu introdotta nella regione da coloni francesi, della Nuova Scozia o britannici, diventando comuni nel 18 ° secolo. La prima ricetta di un'altra varietà, la zuppa di vongole di Manhattan, nota per l'uso di pomodori e la sua colorazione distintamente rossa, fu pubblicata prima del 1919, ma non assunse l'attuale nome fino al 1934. Nel 1939, lo stato del Maine prese in considerazione la possibilità di mettere fuorilegge l'utilizzo dei pomodori nella zuppa di vongole, ma la legge proposta non venne approvata. 

## Varianti
Dal momento che la popolarità di questa zuppa si è diffusa in tutti gli Stati Uniti nel XIX e XX secolo, molte altre regioni hanno introdotto le proprie tradizioni culinarie sulla ricetta tradizionale.

### Clam Chowder del Delaware
Questa varietà è tipicamente composta da carne di maiale al sale pre-fritta a cubetti, acqua salata, patate, cipolle a dadini, vongole di quahog, burro, sale e pepe. Questa varietà era più comune all'inizio e alla metà del 20 ° secolo e probabilmente condivide la più recente origine comune con la zuppa di molluschi del New England.

### Clam Chowder di Hatteras
Servita in tutta la regione Outer Banks del North Carolina, questa variazione di zuppa di vongole presenta brodo chiaro, pancetta, patate, cipolle e farina come agente addensante. Di solito è condito con abbondanti quantità di pepe bianco e / o nero e, occasionalmente, con cipolle verdi tritate o persino salsa di peperoncino.

### Clam Chowder di Long Island
La zuppa di vongole e latte Long Island è una variante che è in parte in stile New England e in parte in stile Manhattan, rendendola una zuppa di vongole di pomodoro cremosa rosata. Il nome è un gioco di parole geografico: infatti la posizione di Long Island, come la ricetta, è tra Manhattan e il New England. I due tipi di zuppe sono generalmente cotte separatamente, prima di essere versate nella stessa ciotola. Questa variante è popolare in molti piccoli ristoranti della Suffolk County, New York. 

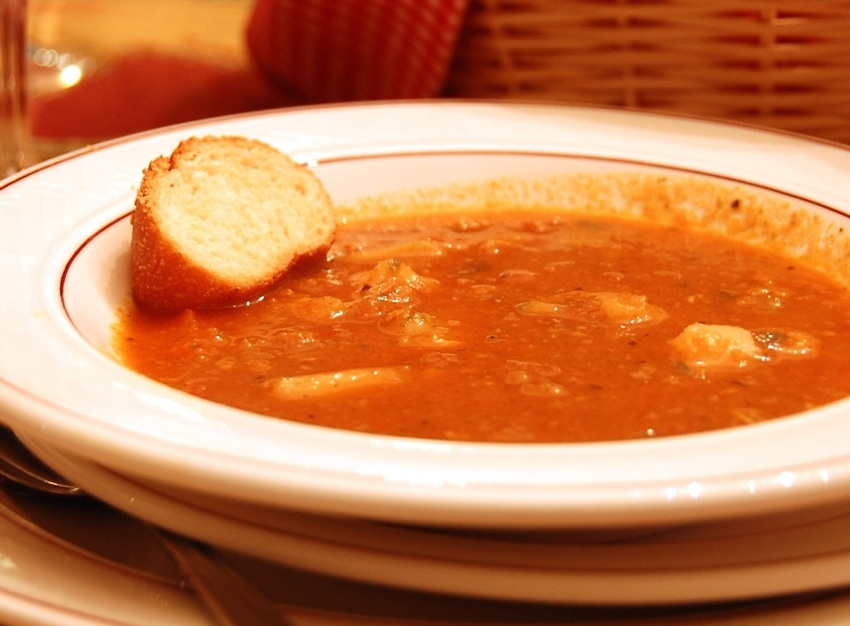
Clam Chowder di Manhattan

### Clam Chowder di Manhattan
La zuppa di vongole di Manhattan presenta brodo rosso a base di pomodoro. L'aggiunta di pomodori al posto del latte era inizialmente opera degli immigrati portoghesi nel Rhode Island, poiché gli stufati a base di pomodoro erano già una parte tradizionale della cucina portoghese. Nel 1890, questa zuppa era chiamata "zuppa di vongole del mercato del pesce di Fulton" e "zuppa di vongole di New York City". Il nome "Manhattan" è attestato per la prima volta in un libro di cucina del 1934. La zuppa di molluschi di Manhattan è inclusa nel libro di cucina di St. Francis (1919) di Victor Hirtzler come "zuppa di vongole". Oggi, la zuppa di pesce in stile Manhattan contiene spesso alcune verdure, come peperoni, sedano e carote, ed ha un colore rossastro da pomodori maturi.

### Clam Chowder di Minorca
La zuppa di vongole di Minorca è una versione tradizionale speziata che si trova nei ristoranti della Florida vicino a St. Augustine e nell'angolo nord-est della Florida. Ha una base di brodo di pomodoro, con il "datil": un peperoncino estremamente piccante paragonabile al famoso jabanero. Si ritiene che il datil sia stato portato a Sant'Agostino dai coloni di Minorca nel 18 ° secolo, e la tradizione sostiene tra i loro discendenti che prospererà e crescerà solo in due luoghi: Minorca, Spagna e Sant'Agostino, Florida. 

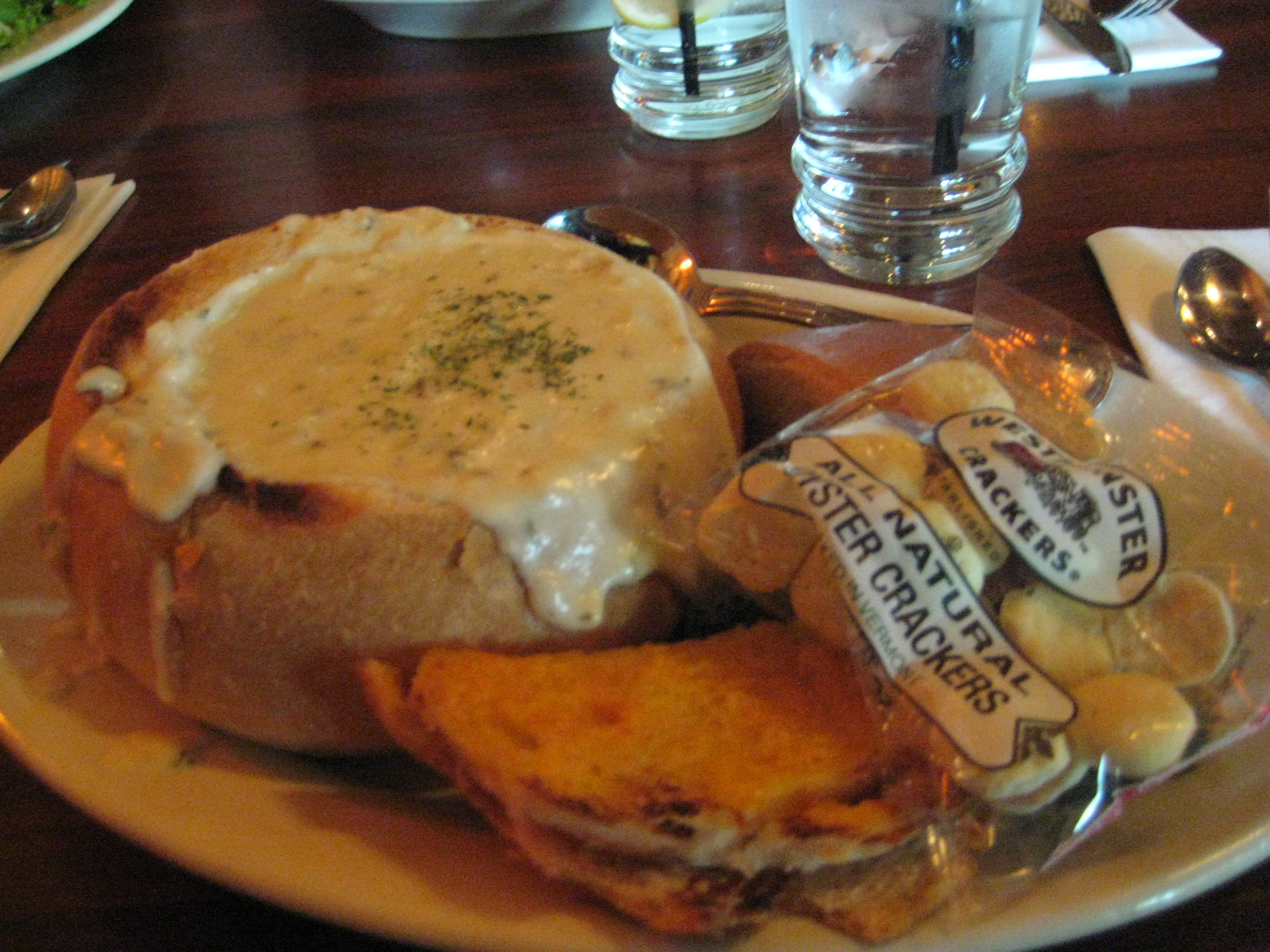
Zuppa di Vongole del New England

### Clam Chowder del New England
La zuppa di vongole del New England, chiamata anche "Boston Clam Chowder" nel Midwest, è una zuppa a base di latte o di panna, ed è spesso di consistenza più densa rispetto alle altre versioni, anche se tradizionalmente è piuttosto liquida (alcune ricette della fine del 19º e dell'inizio del XX secolo usavano il latte condensato come base). È comunemente preparata con patate, cipolla e vongole. La zuppa di molluschi del New England è solitamente accompagnata da "cracker di ostriche": piccoli cracker salati, in genere di 15 mm di diametro, sebbene prevalga anche una varietà esagonale leggermente più piccola. I Crown Pilot Crackers erano un marchio popolare di cracker per accompagnare la zuppa di pesce, fino a quando il prodotto non è stato sospeso nel 2008. I cracker di ostriche (che in realtà non contengono ostriche) possono essere schiacciati e mescolati nella zuppa per addensare, o usati come contorno. La zuppa di vongole e latte della Nuova Inghilterra è stata citata nel ricettario St. Francis (1919) di Victor Hirtzler come "zuppa di vongole, stile Boston".

### Zuppa di vongole del Rhode Island
La tradizionale zuppa di vongole del Rhode Island è una zuppa rossa con una base di brodo di pomodoro e patate ma (a differenza della zuppa di Manhattan) la zuppa di vongole del Rhode Island non ha pezzi di pomodoro e non contiene altre verdure. Le sue origini sono, secondo quanto riferito, portoghesi ed era comunemente servito con vongole veraci. Un'altra tradizione vuole una zuppa di molluschi fatta con brodo chiaro che è comune lungo la costa della Nuova Inghilterra dal Connecticut orientale al sud-ovest del Rhode Island. Nel sud-ovest del Rhode Island, a volte viene chiamato "South County Style" in riferimento al nome colloquiale della Contea di Washington, Rhode Island, dove presumibilmente ebbe origine. In altre parti del New England, contiene un altro tipo di vongole chiamate "vongole dure", brodo, patate, cipolle e pancetta.

### Clam Chowder "Chiara"
La Clam Chowder Chiara è una zuppa di molluschi che si basa su un brodo con un colore chiaro ed ha una consistenza più liquida rispetto alle varianti di Manhattan o del New England e talvolta ha cozze o un tipo di vongola chiamata "a guscio morbido", insieme alle vongole.

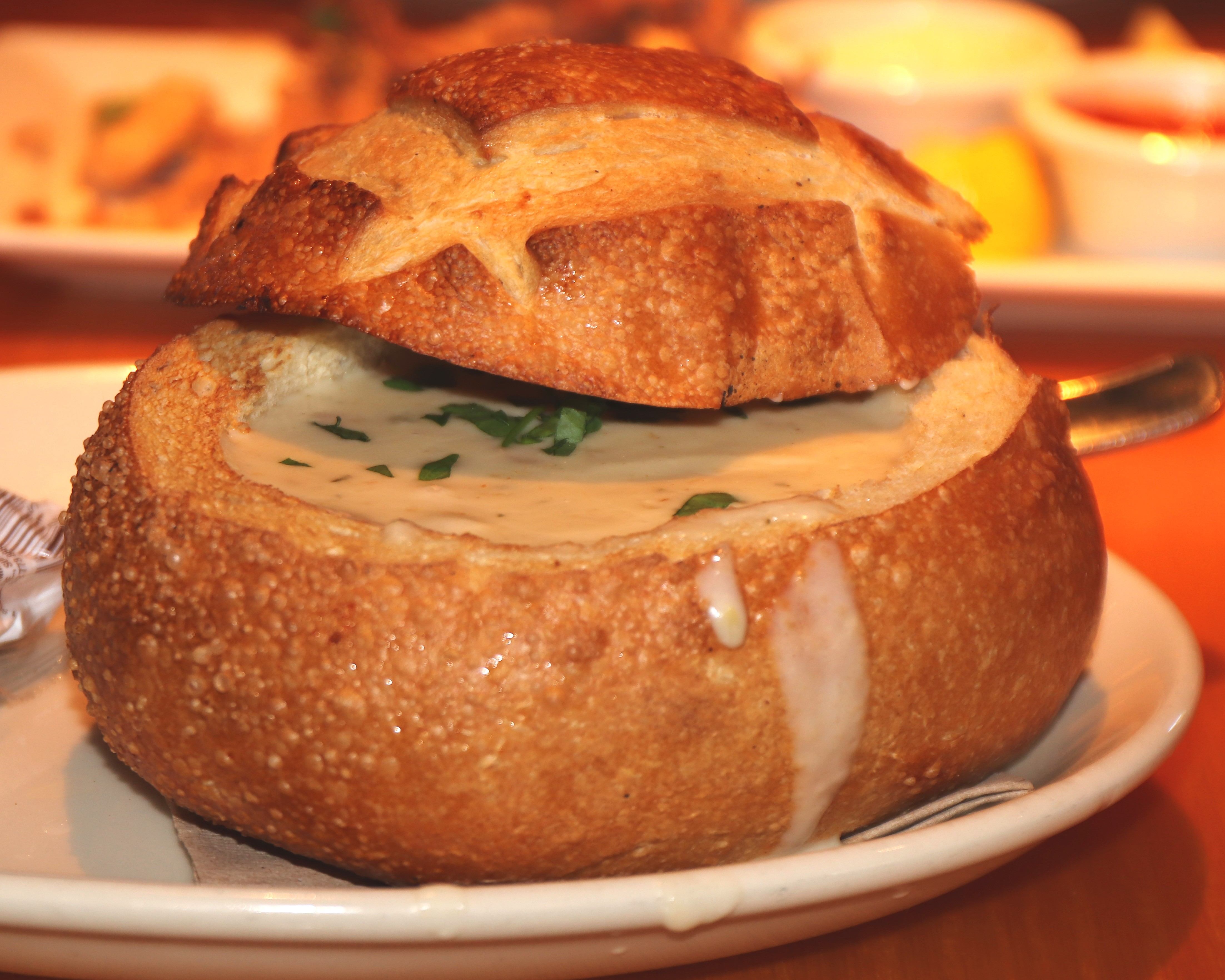
Il Clam Chowder servito in ciotole di pane

### Altre varianti
Alcuni ristoranti servono le loro zuppe di vongole che non rientrano in nessuna categoria specifica. Per esempio:
- La zuppa di molluschi viene talvolta servita in ciotole di pane a lievitazione naturale, soprattutto a San Francisco, dove il pane a lievitazione naturale è popolare tra i turisti ed è stato considerato un piatto d'autore dal 1849.
- Fatta eccezione per la sostituzione di un tipo di merluzzo affumicato con le vongole, la zuppa di pesce è simile al tradizionale "cullen skink", una zuppa tradizionale scozzese.
- La zuppa di pesce è simile alla zuppa di vongole, tranne per il fatto che il pesce filettato, spesso merluzzo, è sostituito dalle vongole.
- Nella cucina nord-occidentale del Pacifico, anche una zuppa di salmone è popolare.